# Olga Arntgolc
Olga Albertovna Arntgolc (rusky О́льга Альбе́ртовна Арнтго́льц; * 18. března 1982, Kaliningrad, Sovětský svaz) je ruská divadelní a filmová herečka.

## Život
Narodila se v rodině herců Kaliningradského oblastního dramatického divadla, zasloužilého umělce Alberta Alfonsoviče Arntgolce a herečky Valentiny Michajlovny Galič. Po pradědovi z otcovy strany má německé předky, předci matky byli ruští rolníci z Rostovské oblasti. Její o 20 minut starší sestra - identické dvojče Taťána a starší bratr Anton jsou rovněž herci.
Pohybově nadané sestry se v mládí věnovaly různým sportům, např. moderní gymnastice a pětiboji. Za profesi však nakonec raději zvolily herectví. Také se věnovaly hudbě. Olga například v divadelní hře Úklady a láska (2010) předvedla hru na housle, kterou od mládí ovládá.
Do deváté třídy se sestry učily v běžné škole, dále postoupily na kaliningradské lyceum č. 49 do herecké třídy Borise Bejněnsona. Po absolvování lycea byla spolu se sestrou Taťánou přijata na Vysokou divadelní školu M. S. Ščepkina  v Moskvě.

## Tvorba
Když v roce 2003 dokončila studia, měla již slušnou praxi v televizních seriálech. Jejím debutem byla menší role Zoji v epizodě Kleopatra z cyklu televizních příběhů Temná komora. V oblíbeném seriálu o žácích, učitelích a rodičích Prosté pravdy si pak v příběhu Austrálie zahrála roli studentky biologické fakulty Máši Trofimové (starší sestry Káti Trofimové). V 30dílném seriálu Tři proti všem (2002) velmi přesvědčivě zahrála ústřední roli Jeleny Vlasovy, téměř dospělé dcery s ryzím charakterem, který jí a jejím dvěma mladším sourozencům pomáhá překonat těžké období dočasné ztráty obou rodičů. Úspěšný seriál se dočkal pokračování v dalších 44 dílech druhé série (2003). Olga se během krátké doby stala filmovou a seriálovou hvězdou.
Spolu s Andrejem Čadovem hrála ve dvou filmech nesoucích rukopis režiséra Alexandra Veledinského. Ve filmu Ruské (2004) to byla role krásné dívky, z touhy po níž se léčí podobně hloupý kluk. Ve filmu Živý (2006) hrála zdravotní sestru ve vojenské nemocnici, kde se léčil i zmrzačený veterán války na Kavkaze.
Nenatočila mnoho filmů s válečnou tematikou a ve vojenské uniformě vystupuje pouze ve filmu Nezapomínej (2004), patřícím k tomu lepšímu z žánru. Film se příliš nezabývá vyobrazením válečných akcí, děj se soustřeďuje spíš na následky války, na mezilidské vztahy a osudy. Olga v něm hrála ústřední roli Niny Siniciny, dobrovolnice, která slouží jako obsluha světlometu protivzdušné obrany Moskvy a díky spleti událostí jako ne zcela nadšená manželka pilota hrdiny.
Výborně se po charakterové stránce sešla s rolí Poliny ve filmu Svatba Barbie (2005). Film s pracovním názvem Яд змеи byl natočen podle románu Семь кило баксов Vladimira Griňkova a vyznačuje se výrazným stylem. Polina je milovaná dcera podnikatele. Nedlouho po tragické smrti matky je zavražděn její otec a ona jako dědička firmy je předmětem zájmu zloduchů několika druhů. Má ale pozoruhodný úsudek, přítele, který se vůbec nezdál tak spolehlivý a kriminální policie se zde ukázala jako téměř funkční.
Historická minisérie Junkeři (2007) o životě kadetů Pavlovského vojenského učiliště v Petohradu v letech 1907 - 1913 byla natočena podle literárního díla A. I. Kuprina, psaného z vlastního pohledu laskavého vychovatele, ve filmu zosobněného št.kpt. Bulaninem (Igor Černickij). Olga hrála bulharskou zdravotní sestru Anju, v dalším velmi nemocnou a přesto okouzlující manželku Bulaninova kolegy kpt. Belova (Nikolaj Romanov).
Ve válečném historickém filmu Sluha vládců (2007) hrála roli francouzsky hovořící markýzy, která se stala civilní obětí kruté barokní reality na území dnešní Ukrajiny před bitvou u Poltavy roku 1709. Film v ČR uvedla ČT2.
Nejzápornější roli nemravné sekretářky Lízy hrála ve filmu Mateřský instinkt (2008). Nejen že ji nevadí rozbít rodinu svého šéfa, ale pomáhá mu ještě korupčními metodami připravit u soudu jeho zoufalou manželku o dítě a nakonec se dokonce dopouští i únosu.
Film Soukromník (2008) diváky překvapil faktem, že happyend se týká drogové dealerky Galji, kterou hrála Olga, a jejího přítele úředníka, jehož pracovní náplní je korupce státních úřednic, a který Galju dostal z vězení podstrčením drog nesympatickému policistovi. Pravda ale je, že bylo učiněno za dost názvu filmu, protože skutečně každý z těchto tří aktérů filmu jednal ve svém soukromém zájmu.
V komediální sérii Šikulky (2009) hrála úzkostlivou učitelku Káťu, profesně znemožněnou fotografií své sestry Nataši (Taťána Arntgolc) na titulní stránce pánského časopisu. V podobné situaci se ocitla i policistka Rita (Kateřina Fedulova), která se také nechala fotit pro potřeby sňatkové kanceláře. Zabránit ztrátě zaměstnání se slečnám nepodařilo, snaží se tedy o odškodnění, kterého se jim ale dostane jinak - v podobě ženichů.
Výpravný, hvězdně obsazený historický seriál V lesích a na horách (2010) podle stejnojmenného románu Andreje Pečérského, pojednává o strastech spojených s vdáváním panen z kupeckého stavu v Povolží 19. století. Olga v něm hrála roli Nastasji, jedné ze dvou dcer výrobce dřevěného malovaného nádobí a významného kupce Potapa Čapurina (Vladimir Gosťuchin), které je určen tragický osud. Kupeckou dívku také představila jako modelka v národopisném cyklu Chórovod (Хоровод) fotografky Jekatěriny Rožděstvěnské.
V ironické detektivní komedii Starý kůň (2010) podle stejnojmenné knihy Andreje Mjagkova, hrála extrovertní nestydu, studentku herectví Káťu, která na večerní párty ochotně podlehne slavnému televiznímu hlasateli Korabljovi (Alexandr Domogarov) a tak se připlete do vyšetřování vraždy jeho ženy a zmizení jeho samotného, kterým je pověřen velmi mladý, ale extrémně schopný policista Seva Merin (Maxim Šiškov).
Seriál Jdu tě hledat (2010) se setkal jen s kladným ohlasem diváků a proto se dočkal i pokračování v druhé sérii (2012). Může za to jistě v detektivním žánru neotřepané a v praxi dost aktuální téma vyhledávání pohřešovaných osob. Kromě toho Olga v roli policejní psycholožky Margarity Vysocké vnáší do týmu vyšetřovatelů prvek bystrého úsudku, příkladné obětavosti a půvabu.
V seriálu Bílé růže naděje (2011) hrála roli zpěvačky a učitelky zpěvu Evženie, která se díky svému manželu dostává do vězení za obchod s cizí měnou. Změny ve státě ji sice brzy osvobodí, syn zmizelý s otcem se po letech nalezne sám podle nahrávky maminčiny písničky.
Ve filmu Ljuba. Láska (2011) hrála roli studentky medicíny a později svědomité lékařky Ljuby Karavajevy, která se těžce vyrovnává s nevěrou svého otce a později i otce své počaté dcerky. Příběh ale po několika letech soužení náhodou končí asi dobře.
Ve filmu Pandora (2011) hrála roli novinářky Nastasji, která má po krk života ve městě s nepořádným manželem. K tomu jí oněmí dítě. Snaží se proto spolu s malým synkem začít nový život na vesnici, kde však možnosti zaměstnání nejsou. Náhodou tu potkává boháče Viťájeva (Anatolij Bělyj) se zcela vymazanou pamětí, který se postupně dovídá o své minulosti a který se ale již nechce vrátit ke své bezcharakterní podnikatelské identitě a raději si nechá paměť znovu a důkladněji vymazat. Nehledě na poněkud sci-fi námět je film dobře natočen. Olga zde měla větší příležitost předvést své herecké umění v dramatické roli a to se ji velmi dobře podařilo.
V dobrodružném filmu Pirani (2011) v roli Viktorie, dcery zavražděného kapitána pobřežní stráže, stojí chtěj-nechtěj na straně mořských ježků, když je unesena rusko-japonskou mafií, pytlačící v šelfu na Dálném východě.
V seriálu Samara (2012) o velmi vytíženém, v tísni předpisy porušujícím a sobectví neznalém lékaři moskevské záchranky Olegu Samarinovi (Artur Smoljaninov) alias Samarovi hrála jeho manželku Olgu, která jako žena v domácnosti trpí samotou, ztrácí sebedůvěru a začíná bezdůvodně žárlit na svého vesele pracujícího muže. Poté, co mu svou autonehodou způsobí velké starosti, zahne s advokátem, kterého ji kromě jiného zařídil. Olga však přece nakonec zjistí, že Samara je poctivější, a chce se vrátit. K tomu ale dojde až na konci druhé série (2014), když se vzdá vyhlídky na práci architektky na Novém Zélandu.
V melodramatu Jsem nablízku (2013) se v roli Elji po studiích znovu potkává se Sašou (Alexandr Novin). Vzniká mezi nimi rozpačitý vztah, protože Saša to s ženami neumí a jako učitel historie toho kromě věrnosti nemůže mnoho nabídnout. Oba zakládají rodiny, mají děti, manželky mění preference, nejsou spokojení a rozvedou se. Díky aktivitě ve vyhledávání válečných hrobů se Saša s Eljou dozví, jak je jejich vztah osudový a upřímně se obejmou na prahu starého domu po Sašově nevlastní babičce Serafimě (Ada Rogovceva).
Dějem akční série Bomba (2013) je příběh smyšleného ruského špiona Ivana Gučkova (Alexej Bardukov), poslaného do USA získat pro SSSR chybějící informace k technologii výroby atomové bomby. Olga zde hraje roli Liky Zemcovy, Ivanovy přítelkyně ze školy, přežívající zatím blokádu Leningradu a manželství s jaderným fyzikem.
Vedle sestry Taťány hrála ve filmu Glanc, v seriálech Prosté pravdy a Nač potřebuješ alibi? (2003). Seriálová komedie Šikulky (2009) byla zatím jejich největší společnou filmovou prací.

## Osobní život
V létě roku 2009 se provdala za herce Vachtanga Iraklieviče Beridze. Dne 15. srpna 2013 se jim narodila dcera Anna Beridze. Rozvedli se v roce 2015.

## Filmografie
| Rok  | Film                                                | Režie                            | Žánr                       | Délka                | Role                                        |
| ---- | --------------------------------------------------- | -------------------------------- | -------------------------- | -------------------- | ------------------------------------------- |
| 2001 | Temná komora. Kleopatra (Чёрная комната. Клеопатра) | Alexandr Chvan                   | almanach tajemných příběhů | 7. díl ze 17         | Zoja                                        |
| 2001 | Prosté pravdy (Простые истины)                      | Jurij Bjeleňký, Jevgenij Starkov | TV seriál                  | díly 117, 199 - 201  | studentka Máša Trofimova                    |
| 2001 | Tři proti všem (Трое против всех)                   | Rauf Kubajev                     | melodrama                  | 30 dílů              | Lena                                        |
| 2003 | K čemu potřebuješ alibi? (Зачем тебе алиби?)        | Rauf Kubajev                     | krimidrama                 | 4 díly               | Angelika                                    |
| 2003 | Tři proti všem 2 (Трое против всех 2)               | Rauf Kubajev                     | melodrama                  | 44 dílů              | Lena                                        |
| 2004 | Ruské (Русское)                                     | Alexandr Veledinský              | komediální drama           | film                 | krasavice Světa                             |
| 2004 | Nezapomínej (Не забывай)                            | Vladimir Basov ml. Olga Basova   | válečné melodrama          | 4 díly               | Nina Sinicina                               |
| 2005 | Získat Tarantinu (Взять Тарантину)                  | Roman Kačanov ml.                | krimi komedie              | 8 dílů               | Lera                                        |
| 2005 | Svatba Barbie (Свадьба Барби)                       | Viktor Priduvalov                | krimi                      | 4 díly               | Polina Zvonarjova                           |
| 2006 | Živý (Живой)                                        | Alexandr Veledinský              | mystické drama             | film                 | zdravotní sestra Olga                       |
| 2006 | Reklamní pauza (Рекламная пауза)                    | Sergej Ginzburg                  | komedie                    | 4 díly               | Lena, žena Saši                             |
| 2006 | Horký listopad (Жаркий ноябрь)                      | Vladimir Basov ml. Olga Basova   | detektivní drama           | film                 | Viktoria                                    |
| 2007 | Junkeři (Юнкера)                                    | Igor Černický                    | historický                 | 7 a 9 - 12 z 12 dílů | Anja, žena kpt. Belova                      |
| 2007 | Glanc (Глянец)                                      | Andrej Končalovský               | tragikomedie               | film                 | Nasťa                                       |
| 2007 | Sluha vládců (Слуга государев)                      | Oleg Rjaskov                     | historický válečný         | film                 | markýza Gretchen von Shönberg               |
| 2008 | Mateřský instinkt (Материнский инстинкт)            | Vladimir Basov ml. Olga Basova   | melodrama                  | film                 | Liza                                        |
| 2008 | Soukromník (Частник)                                | Radda Novikova                   | krimi melodrama            | 2 díly               | dealerka drog Galja Sokolova                |
| 2009 | Šikulky (Лапушки)                                   | Olga Muzaleva                    | komedie                    | 8 dílů               | učitelka Káťa                               |
| 2010 | V lesích a na horách (В лесах и на горах)           | Alexandr Cholmský                | historické melodrama       | prvních 14 z 24 dílů | kupecká dcera Nastasja Potapovna            |
| 2010 | Starý kůň (Сивый мерин)                             | Michail Tumanišvili              | detektivní komedie         | 4 díly               | studentka herectví Káťa                     |
| 2010 | Jdu tě hledat (Выхожу тебя искать)                  | Sergej Popov                     | detektivní drama           | 12 dílů              | policejní psycholožka Rita Vysocká          |
| 2010 | Adaptace (Адаптация)                                | Viktoria Smirnova                | komicky smutná povídka     | krátký film          | jméno neuvedeno                             |
| 2011 | Bílé růže naděje (Белые розы надежды)               | Stanislav Dremov                 | melodrama                  | 4 díly               | zpěvačka Evženie Strelcova                  |
| 2011 | Ljuba. Láska (Люба. Любовь)                         | Jurij Kuzmenko                   | melodrama                  | 4 díly               | lékařka Ljuba Karavajeva                    |
| 2011 | Pandora (Пандора)                                   | Dmitrij Petruň                   | krimi melodrama            | 8 dílů               | novinářka Nasťa Svirina                     |
| 2011 | Pirani (Пираньи)                                    | Alexandr Aravin                  | dobrodružný                | 8 dílů               | Vika Loginova                               |
| 2012 | Samara (Самара)                                     | Stanislav Dremov                 | melodrama                  | 14 dílů              | Olga Samarina                               |
| 2012 | Jdu tě hledat 2 (Выхожу тебя искать 2)              | Sergej Popov                     | krimi melodrama            | 12 dílů              | policejní psycholožka Rita Vysocká          |
| 2013 | Jsem nablízku (Я рядом)                             | Vladimir Janoščuk                | melodrama                  | 4 díly               | Elja                                        |
| 2013 | Bomba (Бомба)                                       | Oleg Fesenko                     | akční špionážní melodrama  | 8 dílů               | Lika Zemcova                                |
| 2014 | Gena-Beton (Гена-Бетон)                             | Roman Kačanov ml.                | krimi komedie              | film                 | Máša                                        |
| 2014 | Samara 2 (Самара 2)                                 | Alexandr Karpilovský             | melodrama                  | 12 dílů              | Olga Samarina                               |
| 2015 | Důstojnické ženy (Офицерские жены)                  | Dmitrij Petruň                   | historické drama           | 12 dílů              | Naděžda Antonova                            |
| 2016 | Tři cesty (Три дороги)                              | Miroslav Malič                   | melodrama                  | 4 díly               | Taťána                                      |
| 2017 | Záměna (Обмен)                                      | Roman Kačanov ml.                | komedie                    | krátký film          | Taťána                                      |
| 2018 | Poprvé se odpouští (Первый раз прощается)           | Vladimír Charčenko-Kulikovský    | drama                      | 4 díly               | Taťána Volčkova                             |
| 2018 | Kým nebudeme (Кем мы не станем)                     | Vitalij Babenko                  | melodrama                  | film                 | fotografka Irina Kalinina                   |
| 2018 | Rodinná pouta (Родственные связи)                   | Vladimír Charčenko-Kulikovský    | drama                      | 4 díly               | majitelka advokátní kanceláře Maria Isajeva |

## Divadlo
- Pohádky Starého Arbatu (Сказки Старого Арбата) – Viktoša – podle hry Alexeje Arbuzova, VIP-divadlo (ВИП-театр)[19], režie Olga Švedova
- Triky starého kozla (Шашни старого козла) – Saša – autor hry Vitalij Krym, Divadelní dům Milénium (Театральный дом Миллениум), režie Olga Švedova
- Chanumá (Ханума) – Sona – podle hry Avksentije Cagareliho, Divadelní dům Milénium, režie Robert Manukjan
- Osm žen a… (Восемь женщин и…) – Catherine – příprava představení podle hry 8 žen (Huit femmes) od Roberta Thomase, Divadelní dům Milénium, režie Sergej Poselský
- Poklad ostrova Pelikan (Сокровище острова Пеликан) – Yvonne Traut – podle hry Treasure on Pelican od J. B. Priestley, režie Boris Morozov
- Co tě nepálí, nehas (Не будите спящую собаку) – Betty Whitehouse – podle hry Dangerous Corner od J. B. Priestley, Divadelní společnost "Příběh" (Театральная компания «Сюжет»), režie Olga Švedova
- Úklady a láska (Коварство и любовь) – Luise Miller – podle hry Kabale und Liebe od Friedricha Schillera, Divadelní společnost "Příběh", režie Nina Čusova
- Krutá lekce (Жестокий урок) – studentka Kira – autor hry Valentin Krasnogorov, Moderní divadlo antreprízy (Современный Театр Антрепризы)[20][21], režie Michail Gorevoj
- Modrá růže (Синяя Роза) – Laura Wingfield – podle hry Skleněný zvěřinec (The Glass Menagerie) od Tennessee Williamse[22], režie Alexandr Marin

## Televize
Začátkem roku 2009 se účastnila televizního projektu Prvního kanálu Doba ledová 2 s krasobruslením v páru s Maximem Staviským, když ve finále nazvaném Globální oteplení zastoupila sestru Taťánu.

## Dabing
za hlas Lucy Liu jako víla Mlženka (Serebrjanka | Silvermist) v animovaných filmech USA o víle Zvonilce (Феи | Tinker Bell) (2008 - 2015)

## Ocenění a nominace
- V roce 2011 byla nominována na cenu Zlatý nosorožec (Золотой носорог) v kategorii Nejlepší ženská role v nejlepším televizním filmu (do 4 dílů) za roli ve filmu Starý kůň.